# ديف فولي
ديف فولي (بالإنجليزية: Dave Foley)‏ (و. 1963  م) هو ممثل أفلام، كندي.

## وصلات خارجية
- ديف فولي على موقع IMDb (الإنجليزية)
- ديف فولي على موقع قاعدة بيانات الأفلام السويدية (السويدية)
- ديف فولي على موقع إن إن دي بي (الإنجليزية)
- ديف فولي على موقع قاعدة بيانات الفيلم (الإنجليزية)

- ديف فولي في قاعدة بيانات الأفلام على الإنترنت